# Казаков, Василий Александрович
Васи́лий Алекса́ндрович Казако́в (23 апреля [6 мая] 1916, Рогачёво, Московская губерния — 17 февраля 1981, Москва) — советский государственный деятель, министр авиационной промышленности СССР (1977—1981), Герой Социалистического Труда (1963).

## Биография
Василий Казаков родился 23 апреля 1916 года в подмосковной деревне Рогачёво. В 1937 году окончил Московский механический техникум. 
С 1937 г. на авиазаводе № 213:
- 1937—1939 — технолог,
- 1939—1941 — начальник цеха,
- 1941—1943 — начальник отдела,
- 1943—1944 — главный технолог.

В 1944—1949 гг. — главный технолог авиазавода № 122 в Москве.
В 1949—1951 гг. — начальник отдела в Государственном союзном проектном институте № 10 Министерства авиационной промышленности СССР.
В 1951—1960 гг. — главный инженер завода № 122, в 1955 году он окончил Всесоюзный заочный машиностроительный институт.
В 1960—1965 гг. — директор НИИ-923 Госкомитета по авиационной технике.
В 1965—1974 гг. — заместитель министра,
в 1974—1977 гг. — первый заместитель министра авиационной промышленности СССР.
С июня 1977 г. — министр авиационной промышленности СССР.
Член ВКП(б) с 1941 г. Депутат Верховного Совета СССР 10 созыва.

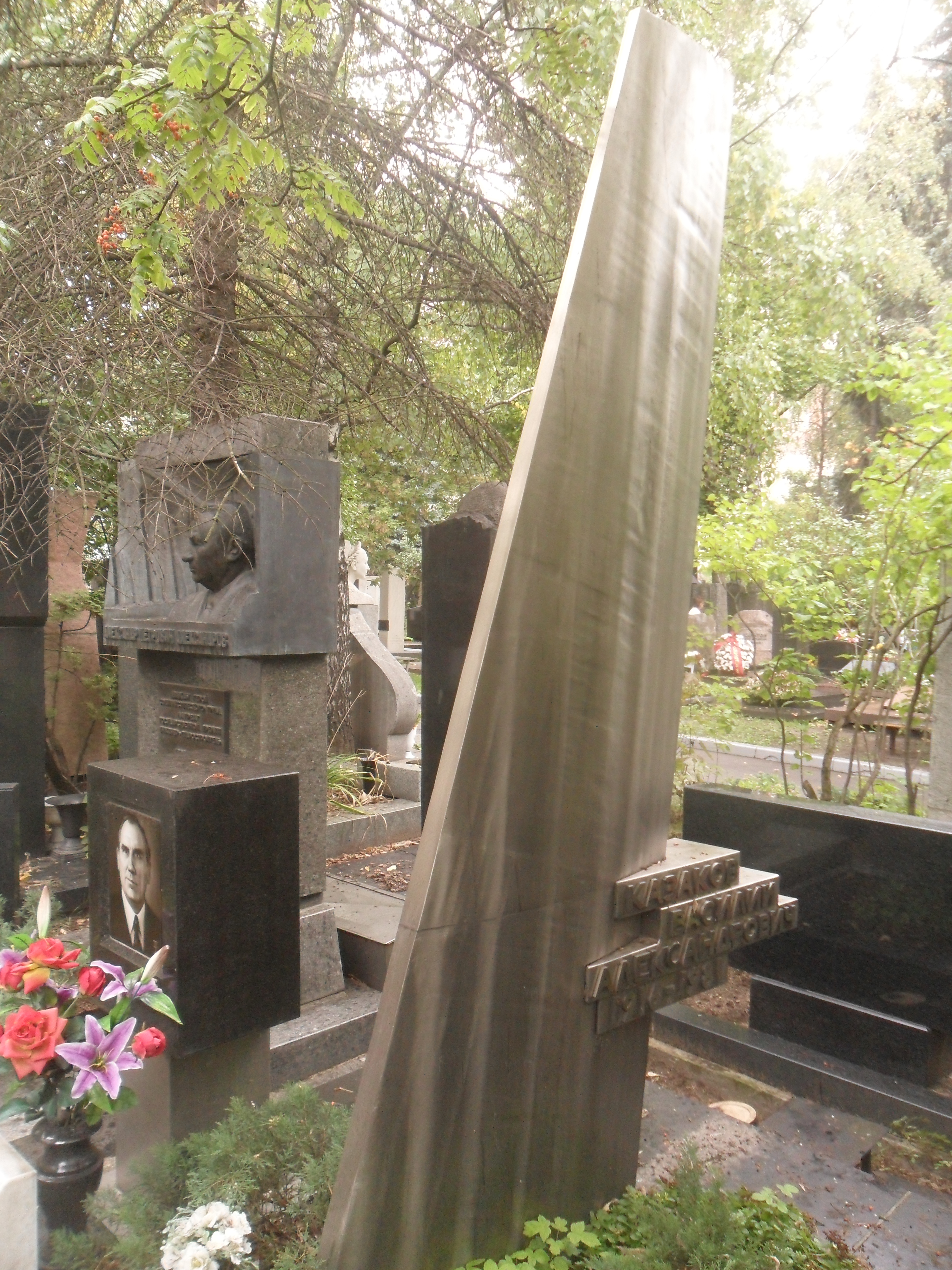
Могила Казакова на Новодевичьем кладбище Москвы

Василий Александрович Казаков умер 17 февраля 1981 года в Москве, он похоронен на Новодевичьем кладбище.

## Награды и звания
- Герой Социалистического Труда — за большие заслуги в деле создания и производства новых типов ракетного вооружения, а также атомных подводных лодок и надводных кораблей, оснащенных этим оружием, и перевооружения кораблей Военно-Морского Флота (указ Президиума Верховного Совета СССР с грифом «не подлежит опубликованию» от 28 апреля 1968 года)[3][4]
- Три ордена Ленина, орден Трудового Красного Знамени
- Ленинская премия (1976)
- Государственная премия СССР (1967)